# Oscar Zeissner
Oscar Zeissner (* 3. November 1928 in Niederwerrn; † 17. Mai 1997 ebenda) war ein deutscher Radrennfahrer und nationaler Meister im Radsport.

## Sportliche Laufbahn
Zeissner (häufig auch Zeißner) war Straßenradsportler. Er nahm an den Olympischen Sommerspielen 1952 in Helsinki teil. Dort belegte er im olympischen Straßenrennen beim Sieg von André Noyelle den 8. Platz. In der Mannschaftswertung kam das deutsche Team mit Zeissner, Edi Ziegler, Paul Maue und Walter Becker auf den 5. Rang.
Die nationale Meisterschaft im Mannschaftszeitfahren gewann er 1949 (mit Edgar Wunderlich, Edi Ziegler und Richard Popp), 1950 (mit Richard Popp, Edgar Wunderlich und Edi Ziegler), 1952 (mit Edi Ziegler, Günther Ziegler und Richard Popp) und 1953 (mit Edi Ziegler und Günther Ziegler). Das Eintagesrennen Großer Conti-Straßenpreis gewann er 1952. Er startete für den Verein Schweinfurter RV 1889.